# Stanstead, Suffolk
Stanstead är en by (village) och en civil parish i Babergh, Suffolk i östra England. Orten har 316 invånare (2001). Den har en kyrka.